# Marange-Zondrange
Marange-Zondrange (fràncic lorenès Mëringen-Sonneringen) és un municipi francès situat al departament del Mosel·la i a la regió del Gran Est. L'any 2007 tenia 296 habitants.

## Demografia

### Població
El 2007 la població de fet de Marange-Zondrange era de 296 persones. Hi havia 108 famílies, de les quals 24 eren unipersonals (16 homes vivint sols i 8 dones vivint soles), 32 parelles sense fills, 44 parelles amb fills i 8 famílies monoparentals amb fills.
La població ha evolucionat segons el següent gràfic:
Habitants censats

### Habitatges
El 2007 hi havia 125 habitatges, 113 eren l'habitatge principal de la família, 4 eren segones residències i 8 estaven desocupats. 115 eren cases i 10 eren apartaments. Dels 113 habitatges principals, 97 estaven ocupats pels seus propietaris, 13 estaven llogats i ocupats pels llogaters i 3 estaven cedits a títol gratuït; 1 tenia dues cambres, 7 en tenien tres, 24 en tenien quatre i 81 en tenien cinc o més. 104 habitatges disposaven pel capbaix d'una plaça de pàrquing. A 47 habitatges hi havia un automòbil i a 57 n'hi havia dos o més.

### Piràmide de població
La piràmide de població per edats i sexe el 2009 era:
| Homes | Edats   | Dones |
| ----- | ------- | ----- |
| 0     | 95 o +  | 0     |
| 0     | 90 a 94 | 0     |
| 0     | 85 a 89 | 0     |
| 0     | 80 a 84 | 0     |
| 4     | 75 a 79 | 4     |
| 4     | 70 a 74 | 8     |
| 0     | 65 a 69 | 4     |
| 8     | 60 a 64 | 12    |
| 8     | 55 a 59 | 0     |
| 4     | 50 a 54 | 16    |
| 28    | 45 a 49 | 12    |
| 12    | 40 a 44 | 8     |
| 0     | 35 a 39 | 8     |
| 12    | 30 a 34 | 4     |
| 8     | 25 a 29 | 8     |
| 4     | 20 a 24 | 0     |
| 20    | 15 a 19 | 12    |
| 4     | 10 a 14 | 20    |
| 12    | 5 a 9   | 4     |
| 0     | 0 a 4   | 4     |

## Economia
El 2007 la població en edat de treballar era de 204 persones, 157 eren actives i 47 eren inactives. De les 157 persones actives 141 estaven ocupades (73 homes i 68 dones) i 16 estaven aturades (5 homes i 11 dones). De les 47 persones inactives 17 estaven jubilades, 18 estaven estudiant i 12 estaven classificades com a «altres inactius».

### Ingressos
El 2009 a Marange-Zondrange hi havia 122 unitats fiscals que integraven 327,5 persones, la mediana anual d'ingressos fiscals per persona era de 19.742 €.

### Activitats econòmiques
Dels 2 establiments que hi havia el 2007, 1 era d'una empresa de fabricació d'altres productes industrials i 1 d'una empresa de construcció.
L'únic servei als particulars que hi havia el 2009 era un paleta.
L'any 2000 a Marange-Zondrange hi havia 7 explotacions agrícoles.

## Equipaments sanitaris i escolars
El 2009 hi havia una escola elemental integrada dins d'un grup escolar amb les comunes properes formant una escola dispersa.

## Poblacions més properes
El següent diagrama mostra les poblacions més properes.